# Earl of Midleton
Earl of Midleton war ein erblicher britischer Adelstitel in der Peerage of the United Kingdom. Der Titel war nach der Stadt Midleton im irischen County Cork benannt.

## Verleihung
Der Titel wurde am 2. Februar 1920 für St John Brodrick, 9. Viscount Midleton geschaffen. Zusammen mit dem Earldom wurde ihm der nachgeordnete Titel Viscount Dunsford, of Dunsford in the County of Surrey, verliehen.
1907 hatte er von seinem Vater die Titel 9. Viscount Midleton, of Midleton in the County of Cork, geschaffen 1717 in der Peerage of Ireland, 9. Baron Brodrick, of Midleton in the County of Cork, geschaffen 1715 in der Peerage of Ireland und 6. Baron Brodrick, of Peper Harrow in the County of Surrey, geschaffen 1796 in the Peerage of Great Britain, geerbt.
Als der zweite Earl 1979 kinderlos starb, erloschen das Earldom und die Viscountcy Dunsford. Die Viscountcy Midleton und die beiden Baronien Brodrick erbte sein Cousin zweiten Grades Trevor Brodrick (1903–1988).
Stammsitz der Earls war Peper Harrow bei Godalming in Surrey.

## Liste der Earls of Midleton (1920)
- St John Brodrick, 1. Earl of Midleton (1856–1942)
- George Brodrick, 2. Earl of Midleton (1888–1979)